# 洛根森特鎮區 (北達科他州大福克斯縣)
洛根森特鎮區（英語：Logan Center Township）是位於美國北達科他州大福克斯縣的一個鎮區。

## 地方資料
洛根森特鎮區的面積為93.50平方千米，當中陸地面積為93.45平方千米，而水域面積為0.05平方千米。根據2020年美國人口普查的數據，當地共有人口57人，而人口密度為每平方千米0.61人。